# NGC 4227
NGC 4227 est une vaste galaxie lenticulaire située dans la constellation des Chiens de chasse. NGC 4227 a été découverte par l'astronome germano-britannique William Herschel en 1786.

## Caractéristiques

### Distance
Sa vitesse par rapport au fond diffus cosmologique est de 6 720 ± 32 km/s, ce qui correspond à une distance de Hubble de 99,1 ± 7,0 Mpc (∼323 millions d'al).
À ce jour, une mesure non basée sur le décalage vers le rouge (redshift) donne une distance d'environ 96,200 Mpc (∼314 millions d'al). Cette valeur est à l'intérieur des valeurs de la distance de Hubble.

## Paire de galaxies
NGC 4227 et NGC 4229 forment une paire de galaxie, mais l'image obtenue des données du relevé SDSS ne montre aucune interaction gravitationnelle entre elles.